# Propan
Propan är en kemisk förening med tre kolatomer och åtta väteatomer. Det är ett kolväte, närmare bestämt en alkan. Det finns endast en isomer av propan. 

## Egenskaper
Propan brinner med syre under bildande koldioxid och vatten. Är syretillförseln låg bildas också giftig kolmonoxid.

## Förekomst och framställning
Propan finns i naturgas och bildas vid krackning av petroleum. 

## Användning
Propan ingår i de båda handelsvarorna gasol och motorgas och används som utgångsmaterial för framställning av eten och propen.
Propan används bland annat som drivgas i livsmedel och har E-nummer E 944. Den används även som energibärare i värmepumpar, liksom för kylning inom luftkonditionering och kylskåp. Propan kallas R290 enligt ASHRAE-standard.